# Naruski
Naruski es una localidad del municipio de Põlva, en el condado de Põlva, Estonia. Tiene una población estimada, en 2020, de 36 habitantes.
Está ubicada en el centro del condado, cerca de los ríos Ora y Ahja (cuenca hidrográfica del Emajõgi) y de la frontera con el condado de Tartu, y al suroeste del lago Peipus.